# Washington Open 1992
Il Washington Open 1992, noto come Legg Mason Tennis Classic per motivi di sponsorizzazione, è stato un torneo di tennis giocato sul cemento. È stata la 24ª edizione del Washington Open e faceva parte della categoria Championship Series nell'ambito dell'ATP Tour 1992, Si è giocato al William H.G. Fitzgerald Tennis Center di Washington negli Stati Uniti, dal 13 al 19 luglio 1992.

## Campioni

### Singolare
Petr Korda ha battuto in finale  Henrik Holm con il punteggio di 6–4, 6–4

### Doppio
Bret Garnett /  Jared Palmer hanno battuto in finale  Ken Flach /  Todd Witsken con il punteggio di 6–2, 6–3